# Unite!
Pour les articles homonymes, voir Unite.
Singles de Ayumi Hamasaki
Endless Sorrow
(2001) Dearest
(2001)
Unite! (écrit en capitales : UNITE!) est le 23e single original de Ayumi Hamasaki sorti sous le label Avex Trax, excluant ré-éditions, remixes, et son tout premier single.

## Présentation
Le single sort le 11 juillet 2001 au Japon sous le label Avex Trax, produit par Max Matsuura. Il ne sort que deux mois après le précédent single de la chanteuse : Endless Sorrow. Il atteint la 1re place du classement de l'Oricon. Il se vend à 365 910 exemplaires la première semaine, et reste classé pendant 10 semaines, pour un total de 571 110 exemplaires vendus durant cette période. Contrairement aux autres singles de la chanteuse de cette période, il ne sortira pas d'autre version du single au format maxi 45 tours vinyle, et il n'y aura pas de clip vidéo de la chanson-titre.
Bien que officiellement présenté comme un single, le disque contient en fait dix titres, pour un total de près d'une heure d'écoute : la chanson-titre, six versions remixées en plus de sa version instrumentale, et deux versions remixées de deux autres titres : la chanson-titre du précédent single Endless Sorrow et la chanson Key de l'album Duty.
La chanson-titre Unite! est la cinquième chanson dont Ayumi Hamasaki a aussi écrit la musique, sous le pseudonyme Crea. Elle a été utilisée comme thème musical pour une campagne publicitaire pour une boisson de la marque Kirin. Elle figurera sur l'album I Am... qui sortira début 2002, puis sur les compilations A Best 2: White de 2007 et A Complete: All Singles de 2008. Elle sera également remixée sur quatre albums de remix de 2001 et 2002 : Cyber Trance presents ayu trance, Super Eurobeat presents ayu-ro mix 2, Ayu-mi-x 4 + selection Non-Stop Mega Mix Version, et Cyber Trance presents ayu trance 2. La version remixée de ayu trance de 2001 sortira aussi en single en Europe le 17 novembre 2005.

## Liste des titres
Toutes les paroles sont écrites par Ayumi Hamasaki, toute la musique est composée par CREA sauf titre N°9 par Kunio Tago.
| 1.  | Unite! "Original Mix" (UNITE!...)                          | Mix : Noriki Inada     | 5:03 |
| 2.  | Unite! "Huge UR-Chin mix"                                  | Huge                   | 4:57 |
| 3.  | Unite! "hecco's club vocal mix"                            | Hecco                  | 5:28 |
| 4.  | Unite! "re-Formation Mix"                                  | Ko-I                   | 7:48 |
| 5.  | Endless sorrow "Dub's Forever Mercy Mix"                   | Izumi "D.M.X" Miyazaki | 6:24 |
| 6.  | Unite! "Project O.T Atomix Mix" ("PROJECT O.T ATOMIX MIX") | Project O.T            | 4:36 |
| 7.  | Unite! "Psycho Trance Mix" ("PSYCHO TRANCE MIX")           | 83key                  | 6:17 |
| 8.  | Unite! "No.1 Blueberry Wonderful"                          | Kikou Uehara           | 7:38 |
| 9.  | Key "nicely nice waterfowl remix"                          | Seiki Sato             | 5:13 |
| 10. | Unite! "Original Mix" (Instrumental)                       | Mix : Noriki Inada     | 5:01 |

## Édition européenne
Singles de Ayumi Hamasaki en Europe
Appears
(2005)
Unite!, attribué à Ayu, est le 6e et dernier single européen de Ayumi Hamasaki.
Les deux versions remixées de la chanson Unite! figurant sur l'album Cyber Trance presents ayu trance de 2001, remixées par Airwave et Moogwai, sortent en single en Europe le 17 novembre 2005 sur le label allemand Drizzly Records, avec cinq autres versions de la même chanson, remixées par divers DJ. Deux versions vinyle sortent aussi, contenant chacune deux des titres du CD.
| 1. | Unite! - Airwave vocal edit         | Airwave         | 4:17 |
| 2. | Unite! - Moogwai radio edit         | Moogwai         | 4:18 |
| 3. | Unite! - Alt+F4 radio edit          | Alt+F4          | 3:46 |
| 4. | Unite! - Robert Gitelman radio edit | Robert Gitelman | 3:53 |
| 5. | Unite! - Alt+F4 remix               | Alt+F4          | 7:29 |
| 6. | Unite! - Robert Gitelman remix      | Robert Gitelman | 7:19 |
| 7. | Unite! - Airwave dub mix            | Airwave         | 7:29 |